# Iambiodes postpallida
Iambiodes postpallida là một loài bướm đêm trong họ Noctuidae.